# Emmerich (ungersk prins)

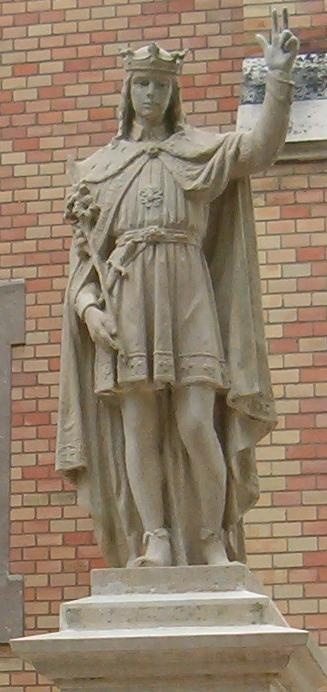
Imres staty i Máriaremete

Emmerich den helige, även Emrik och på ungerska Imre, född 1007, död den 2 september 1031, var en ungersk prins, son till Stefan I och Gisella, bayersk prinsessa. I samtida krönikor benämns Imre som Henrik och Henricus. Det kunde väl ha varit hans andra namn, som han fick av respekt för sin morbror, S:t Henrik II, kejsare av det Tysk-romerska riket.
Imre uppfostrades i enlighet med mycket stränga katolska principer, bland annat av sankt Gerhard även kallad Ungerns apostel. Han sov lite och han läste mycket, även nattetid, och han bad mycket. Han ville bevara sin oskuldsfullhet, men Stefan tvingade honom 1026 (?) att äkta dottern till den kroatiske fursten. Andra källor säger, att Imre var gift med dottern till den grekiske kejsaren. Åter andra källor säger att hans hustru var dotter till den polske fursten. I alla fall är Imres hustru inte känd till namnet.
Kung Stefan fann det ytterligt viktig att förbereda Imre för hans makt. Av detta skäl skrev Stefan "Liber/Libellus de institutione morum". Efter att Stefan slutit fred med tyskarna, kallade han tyska adelsmän till landet för att förstärka den kungliga makten.
Imre dog i en jaktolycka den 2 september 1031 då ett vildsvin angrep honom. Han begravdes i Székesfehérvár.
Den 4 november 1083 helgonförklarades Imre av påven Gregorius VII. Denna dag har blivit Imres namnsdag.
Imres namn har bevarats genom att han givit namn åt tolv städer i Ungern.